# "BITTER SWEET MUSIC BIZ" LIVE IN BUDOKAN 2002
『"BITTER SWEET MUSIC BIZ" LIVE IN BUDOKAN 2002』（ビタースイート ミュージック ビズ ライブ イン ぶどうかん 2002）は、ポルノグラフィティのライヴDVD。SME Recordsより2003年3月26日にリリース。
Special Trackとして収録されている新曲「LIVE ON LIVE」の詳細も本項目で記す。

## 概要
- 2002年6月21日から約4ヶ月、全47公演にも及んだホールツアー『5thライヴサーキット "BITTER SWEET MUSIC BIZ"』から、日本武道館で行われた追加公演最終日（10月11日）の模様を収録[1]。
- 最終日の為若干喉が嗄れている。
- パッケージ等には表記されていないがメニュー画面にはツアースケジュールを一覧にした映像が収録されている。
- ポルノグラフィティにとってSRBLの販売記号が使用された最後の作品。

## 収録内容
1. 敵はどこだ?
イントロに長いドラムソロが追加されている。
2. 空想科学少年
3. アゲハ蝶
4. ミュージック・アワー
ブラスセクションをフィーチャーしたアレンジとなっている。
5. Report 21
イントロで昭仁と晴一のギターの掛け合いを披露している。
6. n.t.
7. ハート
8. Aokage
昭仁曰く「故郷因島の思い出を歌った曲」。Tamaがトランペットを披露しており、原曲よりしっとりとしたアレンジになっている。
9. Guitar Inst (didgedilli)
当時未発表曲。アウトロにはJeff BeckのLed Bootsのリフを引用しているが、『WORLDILLIA』に収録されたスタジオレコーディングバージョンの「didgedilli」ではこのフレーズは収録されていない。
10. ラスト オブ ヒーロー
マントを羽織った昭仁が登場しポーズを決める。途中で晴一とTamaによる長いセッションが挿入される。
11. サウダージ
12. Century Lovers
表記はないが冒頭部分には現在の「Before Century」の部分も披露されている（当時は命名されていなかった）。
昭仁が2番のサビの歌詞を間違える（途中で気づく）。
13. 幸せについて本気出して考えてみた
本編最終曲。

ENCORE-1
以下の3曲には、9thシングル「Mugen」でも演奏参加していたブラスバンド「THE THRILL」が特別参加している。
1. Mugen
2. 狼
この曲から喉の調子をおかしくしている。
3. Jazz up
前作のライブDVD『Tour 08452 〜Welcome to my heart〜』に引き続いて収録された。　
アウトロではテンポを加速させたり、THE THRILLとの長いセッションを披露している。
演奏後にメンバー紹介が入る。

ENCORE-2
1. ビタースイート
この曲でも喉の調子をおかしくしている。
演奏後にエンドロールが流れる。
エンドロールの最後には、メンバー一同から視聴者と観客への感謝の言葉が収録されている。

Special track with Bonus movie
1. LIVE ON LIVE
諸事情（後述）から本作に収録された未発表曲。
東京体育館で行われた『SPECIAL LIVE 2002-2003 "BITTER SWEET MUSIC BIZ"』カウントダウン公演のドキュメント映像が収録されている。
途中で年越しのカウントダウンの様子も収録されている。

## LIVE ON LIVE
「LIVE ON LIVE」（リヴ オン ライヴ）は、ポルノグラフィティの楽曲。作詞・作曲を岡野昭仁が、編曲をak.hommaとメンバー3人が手掛けている。
- タイトルは「ライヴを主食にしている」という意味。
- 当初は本作の1ヶ月前にリリースされた最新アルバム『WORLDILLIA』に収録予定で、他の収録曲と同じくレコーディングも既に終了していたが、タイトルに「LIVE」が入っていることから、「アルバムよりもライヴDVDに収録した方がフィットするのではないか」という意見が持ち上がったため、本作にSpecial Trackとして収録された。
- ライヴでは『6thライヴサーキット "74ers"』2004年1月24日公演、『11thライヴサーキット "∠TARGET" ENCORE』2010年12月30日・31日公演の計3公演で披露されている。32ndシングル『EXIT』には『11thライヴサーキット "∠TARGET" ENCORE』2010年12月31日公演のライヴ音源が収録されたが、CDへの原曲の収録には至っていない（2021年時点）。また、『EXIT』に収録の際、意味が通るように「叫ぶよ 枯れても」との誤植を「叫ぶよ 嗄れても」へと表記を訂正している。

## サポートメンバー
- 小畑"PUMP"隆彦（ドラムス）
- ジャッキー池田（キーボード）
- nang-chang（マニピュレート）
- NAOTO（ヴァイオリン）

武道館スペシャルゲスト THE THRILL
- ロベルト小山（サックス）
- YUKARIE（サックス）
- スマイリー（サックス）
- 小泉邦男（トロンボーン）
- SASUKE（トロンボーン）
- 多田暁（トランペット）
- 平田直樹（トランペット）
- RIEZ!（トランペット）
- 関島岳郎（チューバ）